# 紅磡邨

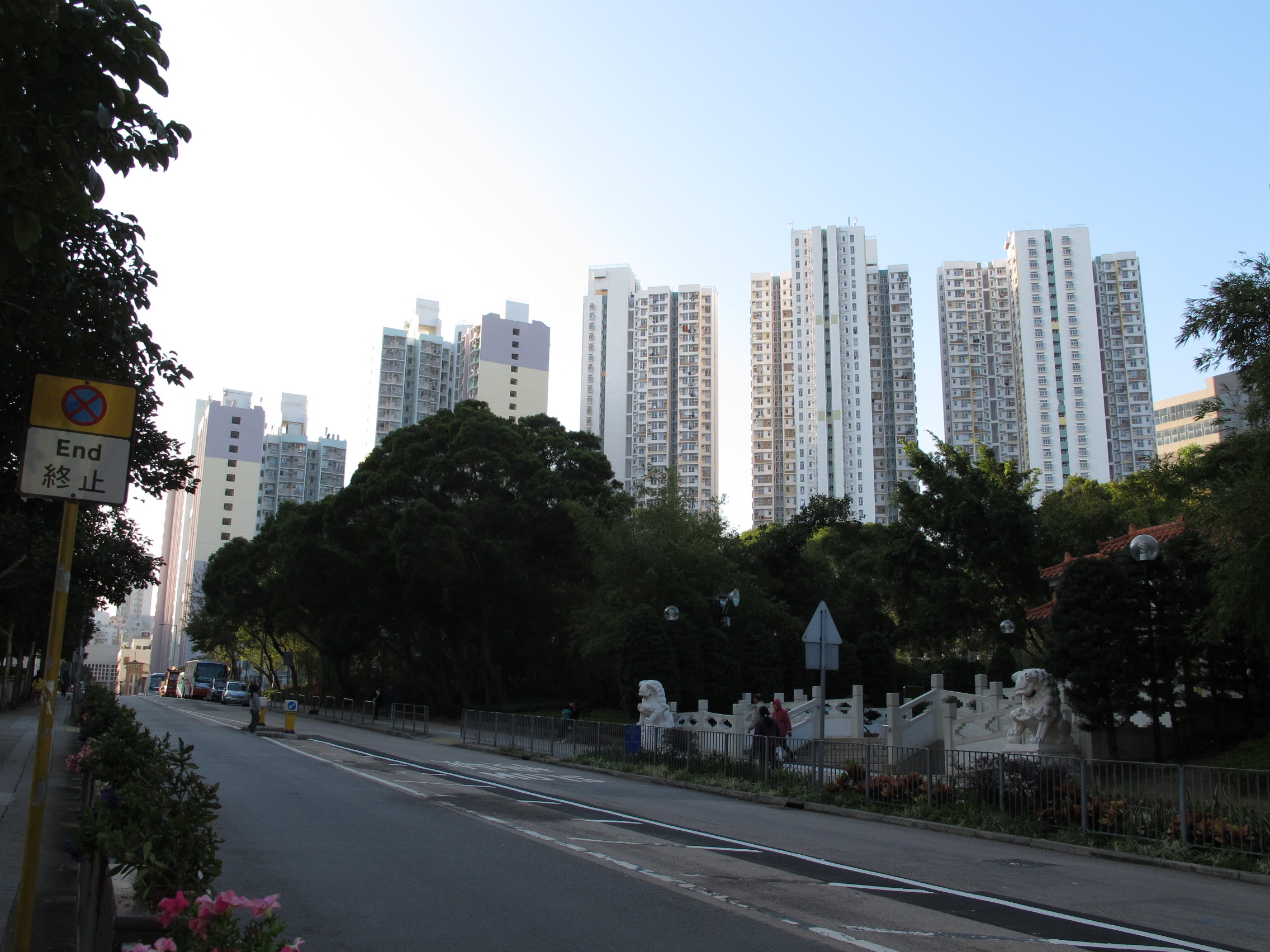
從戴亞街遠眺紅磡邨

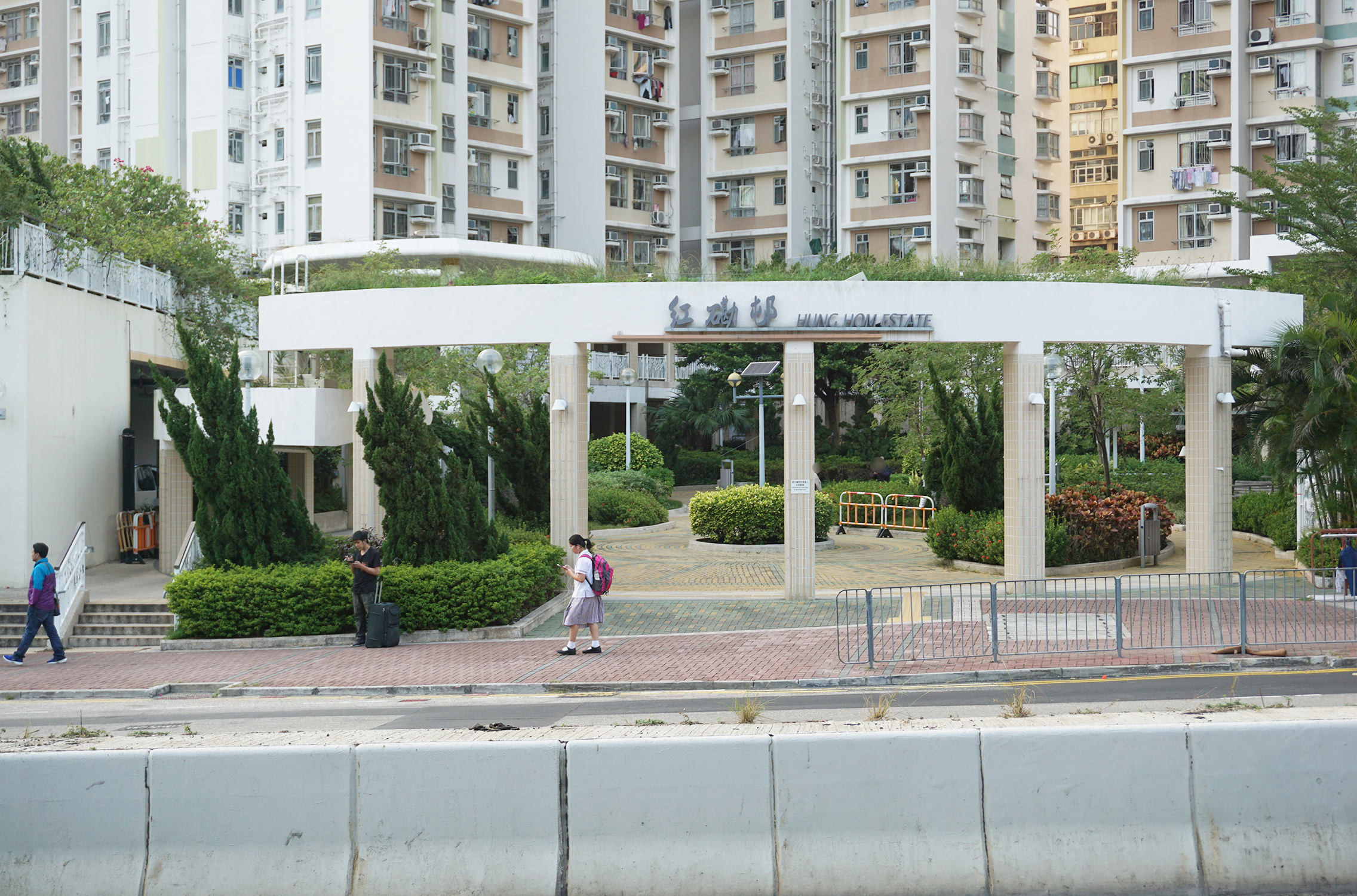
入口及園景

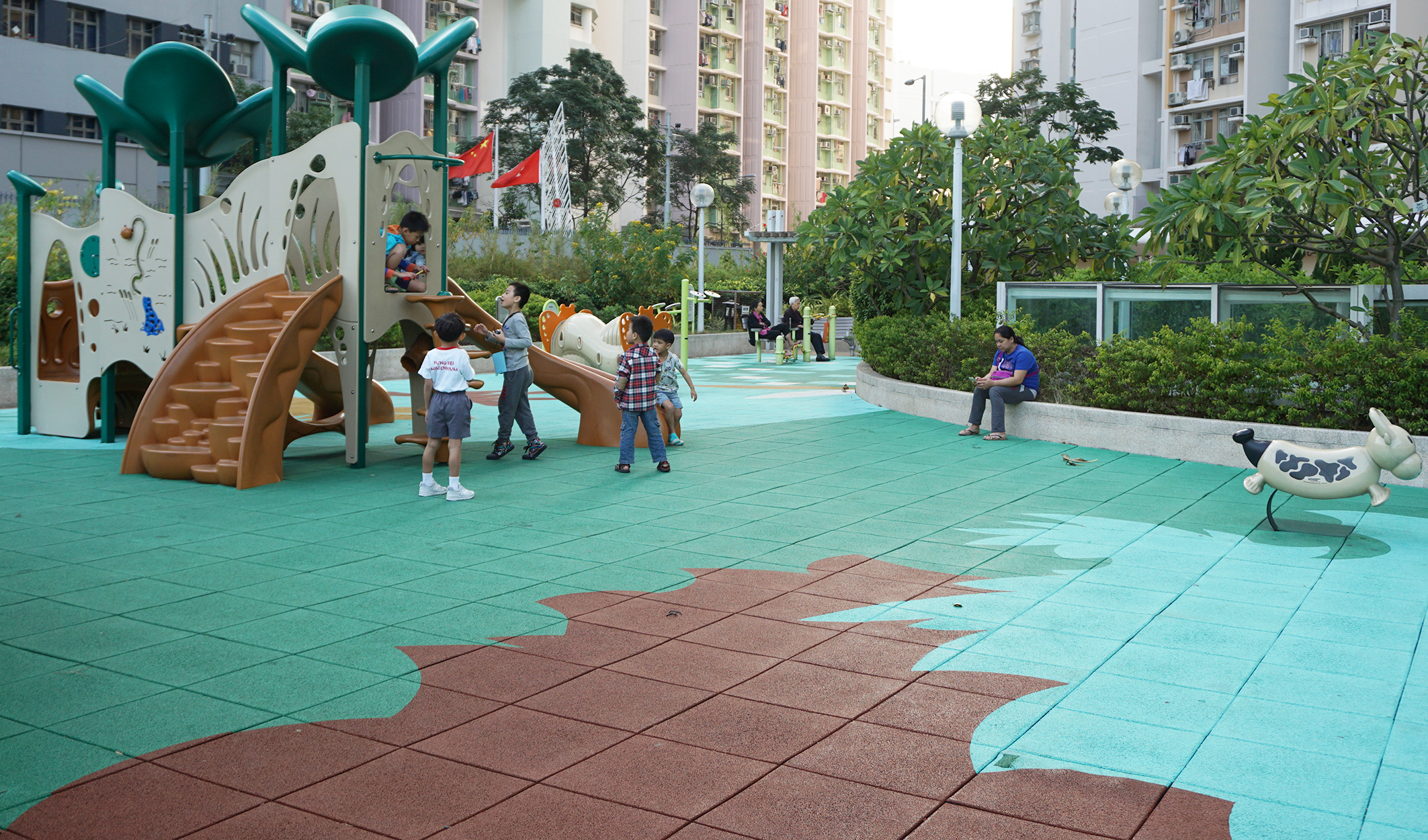
兒童遊樂場及健體區

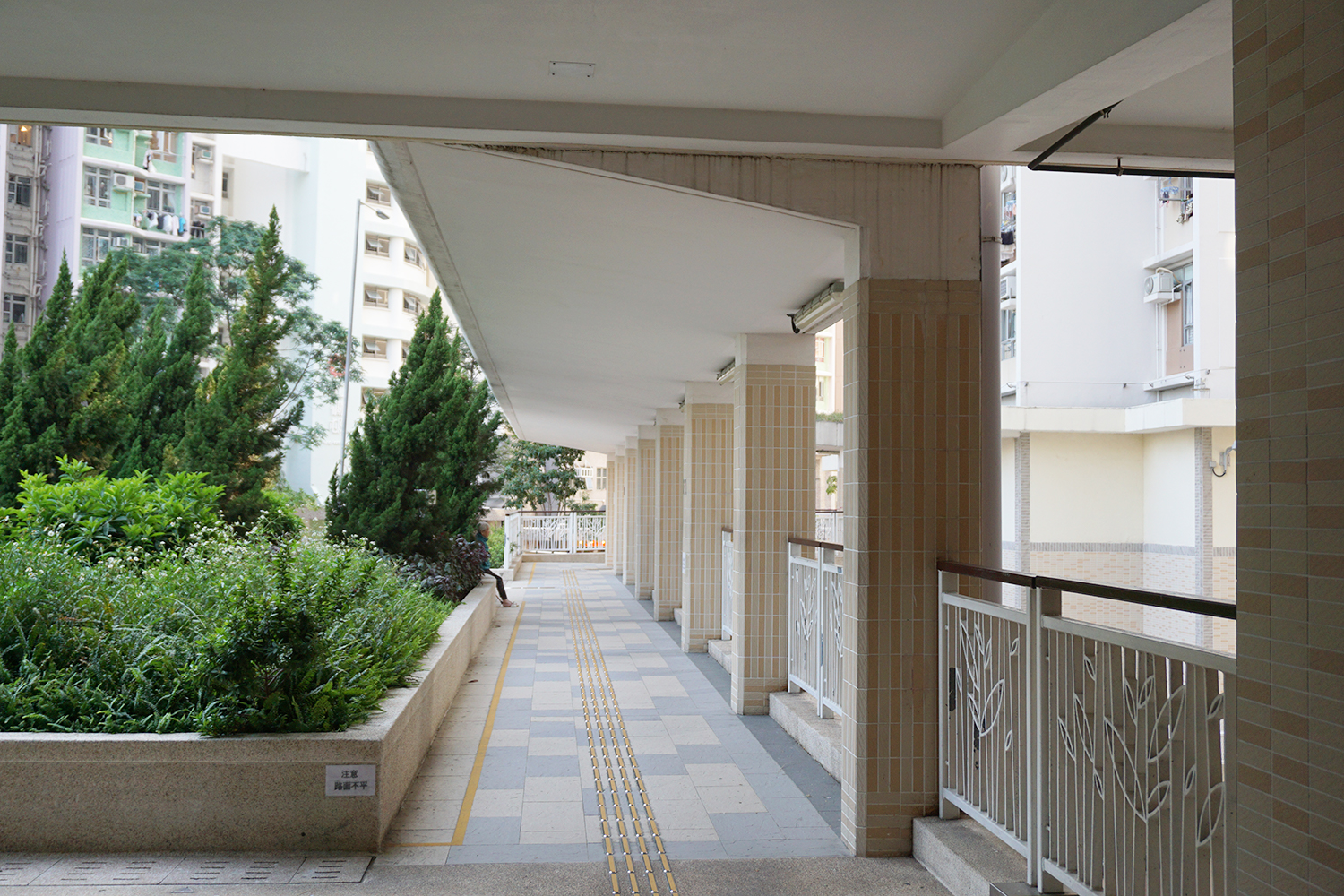
有蓋行人通道

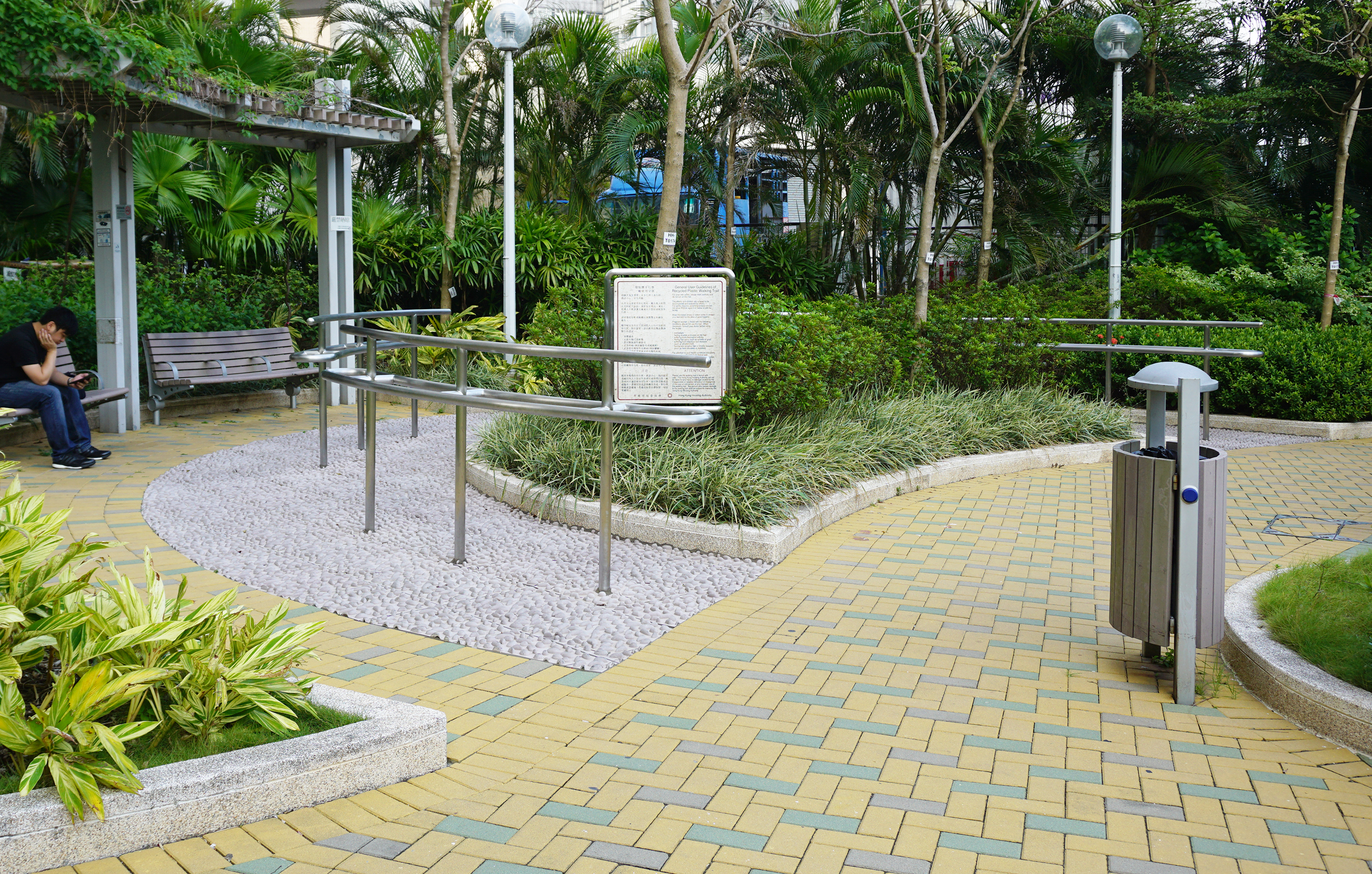
卵石路步行徑

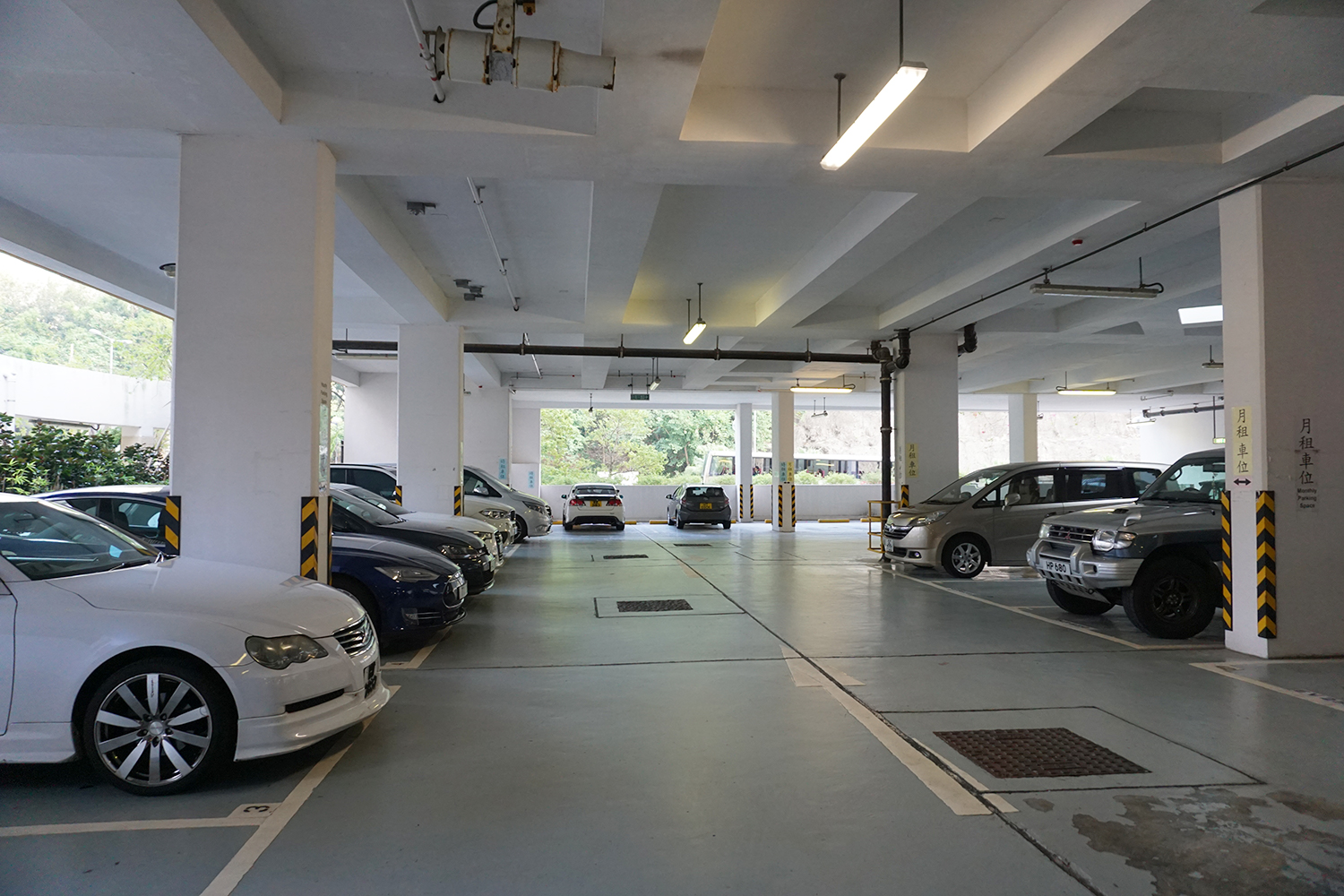
停車場

紅磡邨（英語：Hung Hom Estate）是香港公共屋邨，由房屋署總建築師（3）設計、以及由房屋署總建築師（2）何樂素芬設計屋邨第二期，中國建築工程（香港）有限公司承建，此邨位於九龍大環山，第一期位於戴亞街9號；第二期位於大環街28號，即家維邨的東面，第一期兩座樓宇於1999年入伙，第二期的兩座樓宇紅日樓、紅昕樓已於2011年2月落成入伙，而紅曜樓則於2011年11月落成入伙。目前由嘉怡物業管理有限公司負責屋邨物業管理。

## 簡介
紅磡邨在1973年前稱為大環山徙置區，之後改稱大環山邨，於1956年落成，是九龍城區，也是九龍半島（界限街以南的九龍）唯一一個徙置區。共擁有4幢改建第一型「工字型（又可說為「H字型」）」七層徙廈，其中第1座的設計頗為特別，兩翼的長度不一，是所有第一型徙廈中獨一無二的，所有徙置大廈於1995年至2000年間相繼拆卸重建。
重建後的紅磡邨，第1期於1997年6月動工興建上蓋（亦是在主權移交前，最後一批以英屬香港政府名義批出的建屋合約之一），1999年落成入伙，為紅磡邨1-2座居民透過自選單位計劃（Self Selection Scheme）提供原邨安置，讓合資格居民揀選屬意的單位，而剩餘的單位則讓山谷道邨及何文田邨重建戶透過該邨之自選單位計劃揀選，第1期建有紅暉樓與紅昇樓兩座樓宇。紅暉樓為樓高31層的和諧三型設計；紅昇樓雖然採用小型單位大廈設計，大廈核心仍然以和諧三型為藍本而設計，並在其中一翼配上和諧式單位。
紅磡邨第2期原本已作非標準型居屋設計，亦已完成打樁，後來因房屋政策改變停售居屋，最終要重新設計改為3座出租公屋，期間令地皮丟空多年，所以令第1及第2期相差達11年之久，最終第2期的樓宇全部在原有的樁柱上繼續興建，第2期計劃包括了一座40層及兩座41層的非標準公屋大廈，分別命名為紅日樓、紅昕樓、紅曜樓，於2011年分2階段落成入伙 。
香港房屋委員會於2010年12月6日發表新聞稿，宣布6個新屋邨租金，將以所屬地區現行最高租金水平釐定，紅磡邨第二期租金為每月每平方米58.6元。

## 地理位置
紅磡邨所在地是位於家維邨和黃埔新邨的中間，重建後的紅磡邨除了能繼承重建前的優勢外，也因屋邨所在地是前大環山的山峰，地勢上仍然比紅磡大部份地方高，現時第一期最高的紅暉樓及第二期樓宇頂層部份住戶更可以隔海逸豪園頂層遠望九龍灣、觀塘、鯉魚門及維多利亞港的海景。
值得一提的是，最早期的「舊紅磡邨」實為現今的家維邨，後來該屋邨因重建於1990年才改名為家維邨。

## 屋邨資料

### 現時樓宇
| 樓宇名稱（座號）     | 門牌號碼   | 樓宇類型                                    | 落成年份 | 樓宇層數 （住宅層數） | 每層伙數 | 每座單位總數（伙） | 建築師                                       | 承建商   | 採用的升降機廠商 | 期數 |
| -------------------- | ---------- | ------------------------------------------- | -------- | --------------------- | -------- | ------------------ | -------------------------------------------- | -------- | ---------------- | ---- |
| 紅暉樓（第1期第1座） | 戴亞街9號  | 和諧三型第一款 （第三代）                   | 1999年   | 31 （29）             | 17       | 493                | 房屋署建築師                                 | 順成建築 | 東芝 CL90 VVVF   | 1    |
| 紅昇樓（第1期第2座） | 戴亞街9號  | 小型單位大廈三型 （大廈核心為和諧三型設計） | 1999年   | 19                    | 18       | 342                | 房屋署建築師                                 | 順成建築 | 東芝 CL90 VVVF   | 1    |
| 紅日樓（第2期第1座） | 大環道28號 | 非標準設計大廈 （L型）                      | 2011年   | 40                    | 12       | 480                | 房屋署總建築師（3）、 房屋署總建築師何樂素芬 | 中國建築 | 星瑪 Ds4 VVVF    | 2    |
| 紅昕樓（第2期第2座） | 大環道28號 | 非標準設計大廈 （十字型）                   | 2011年   | 41                    | 18       | 738                | 房屋署總建築師（3）、 房屋署總建築師何樂素芬 | 中國建築 | 星瑪 Ds4 VVVF    | 2    |
| 紅曜樓（第2期第3座） | 大環道28號 | 非標準設計大廈 （十字型）                   | 2011年   | 41                    | 20       | 820                | 房屋署總建築師（3）、 房屋署總建築師何樂素芬 | 中國建築 | 星瑪 Ds4 VVVF    | 2    |

（註：上述座號是以房屋署Estate Property的記錄及房屋署圖則查閱網為依歸。）

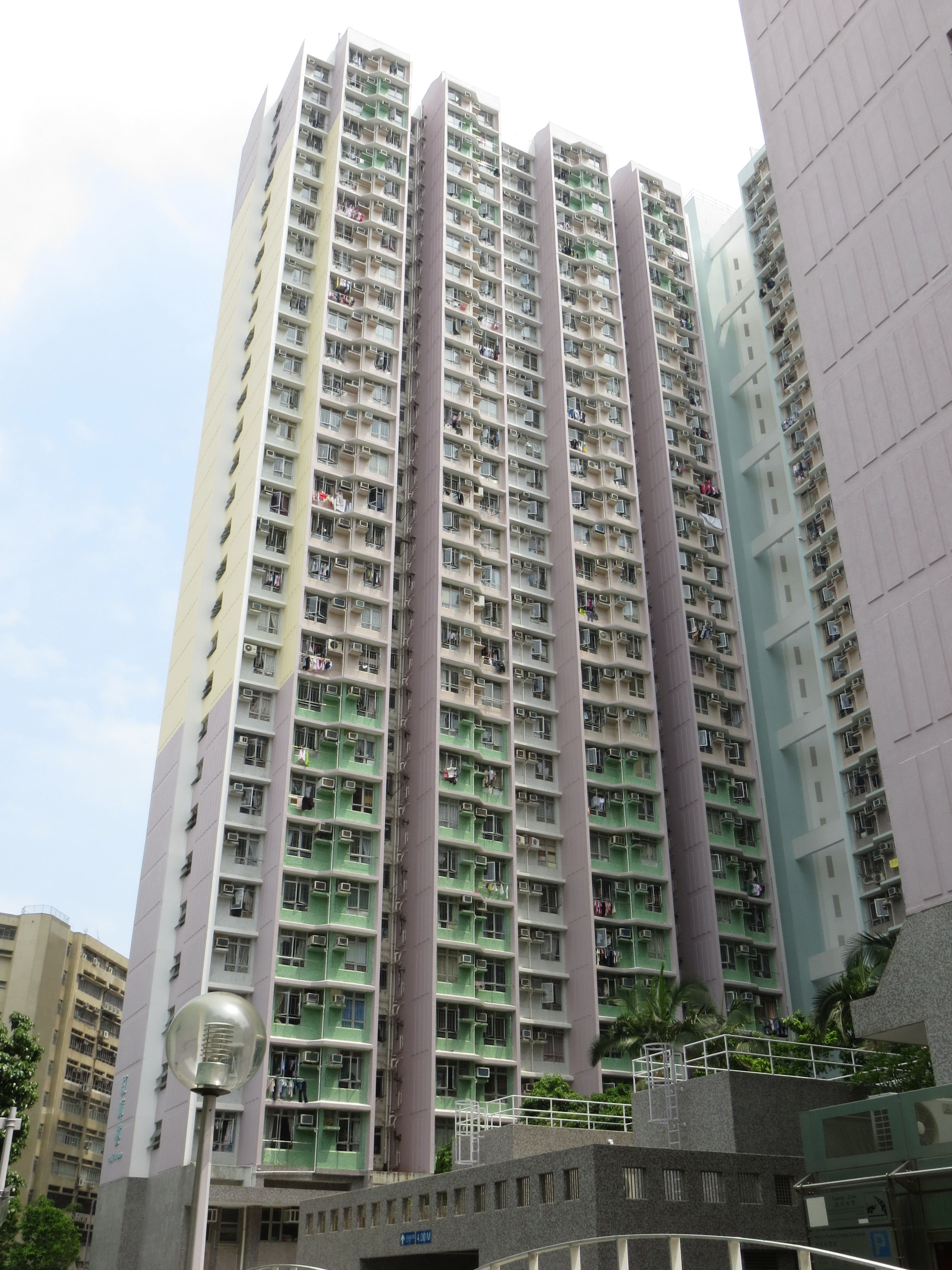
紅磡邨紅暉樓（2012年9月）
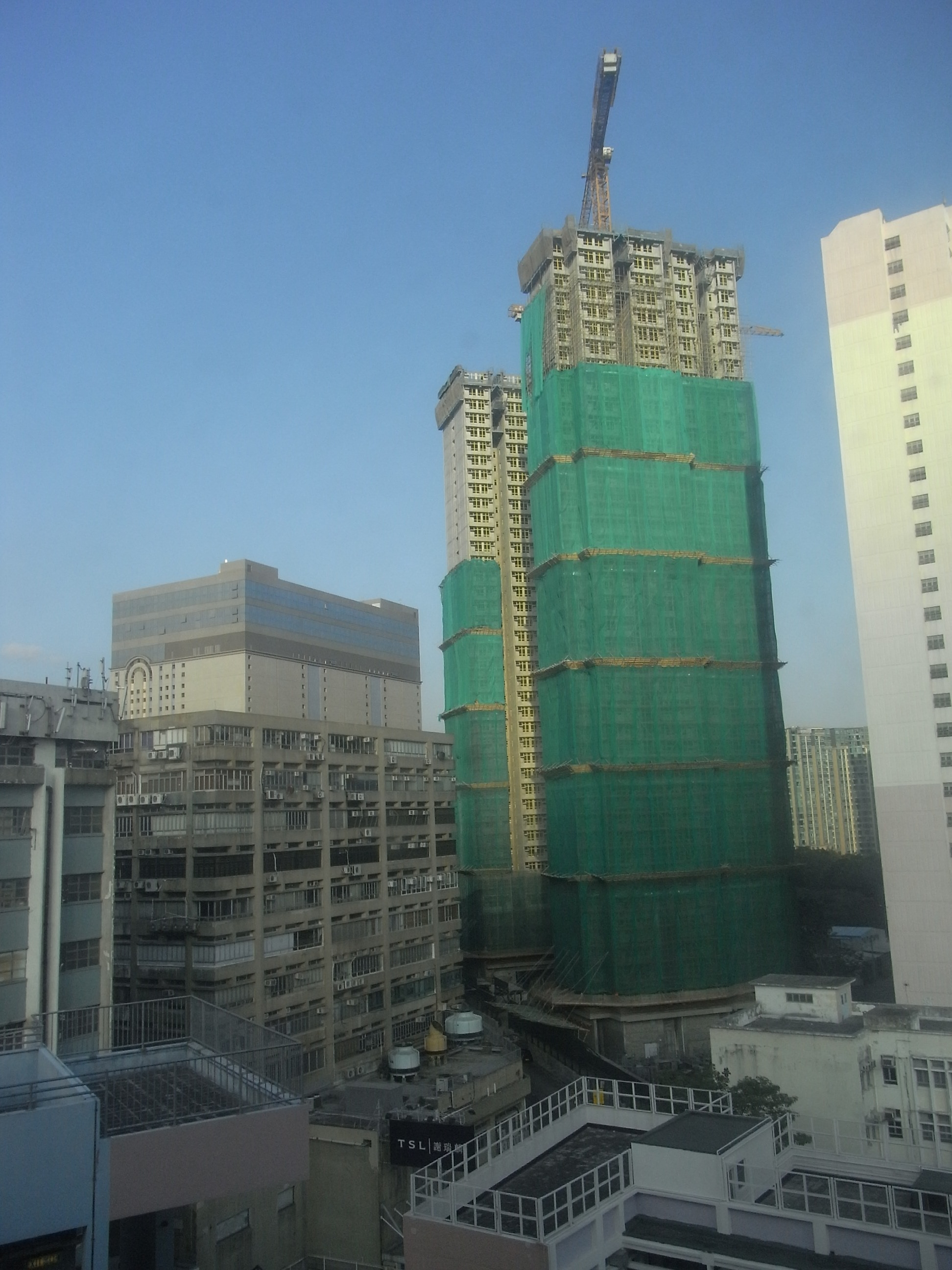
興建中之紅磡邨第二期（2010年1月）

### 歷代樓宇（大環山邨）
| 樓宇名稱 | 原座號 | 樓宇類型   | 落成年份 | 改建年份       | 拆卸年份 | 重建後原地所屬的樓宇 | 安置屋邨                   |
| -------- | ------ | ---------- | -------- | -------------- | -------- | -------------------- | -------------------------- |
| 第1座    | A      | 改建第一型 | 1956年   | 1979年至1980年 | 2000年   | 紅日樓 紅昕樓 紅曜樓 | （同一屋邨） 紅暉樓 紅昇樓 |
| 第2座    | B      | 改建第一型 | 1956年   | 1979年至1980年 | 2000年   | 紅日樓 紅昕樓 紅曜樓 | （同一屋邨） 紅暉樓 紅昇樓 |
| 第3座    | C      | 改建第一型 | 1956年   | 1979年至1980年 | 1995年   | 紅暉樓 紅昇樓        | 樂富邨                     |
| 第4座    | D      | 改建第一型 | 1956年   | 1979年至1980年 | 1995年   | 紅暉樓 紅昇樓        | 樂富邨                     |

全邨樓宇均牽涉26座問題公屋醜聞，其混凝土強度未達高層單位20.7MPa或低層單位31MPa的標準，相關樓宇已納入整體重建計劃下重建，及於清拆前均改建成獨立廚廁。

### 設施

#### 已結束學校
- 愛德平民學校（大環山邨二座天台）
- 天主教普愛學校
- 樂道學校（大環山邨三座天台）
- 路德會小學（大環山邨四座天台）

## 鄰近
- 家維邨
- 紅磡聖母堂
- 聖公會聖匠中學
- 明愛社區書院-紅磡
- 聖公會聖匠堂社區中心

## 事件

### 毒品性愛派對命案
2024年6月11日，一名49歲男子在紅昇樓一單位參與「毒品性愛派對（Chem Fun）」後不省人事，送院搶救後證實不治，兩名男子被捕。

## 知名住客
- Kenny Chan，本名陳嘉偉，香港男YouTuber、網絡紅人，居於紅昕樓[14]。

## 外部連結
- 房委會物業位置及資料 紅磡邨 （页面存档备份，存于）
- 房委會物業位置及資料 紅磡邨 （页面存档备份，存于）

22°18′27″N 114°11′20″E / 22.30737°N 114.18894°E